# Don Stephenson
Donald Ragan Stephenson IV, detto Don (Chattanooga, 10 settembre 1964), è un attore e regista teatrale statunitense.

## Biografia
Attivo in campo teatrale, televisivo e cinematografico, Don Stephenson ha fatto il suo debutto a Broadway nel musical Titanic nel 1997, a cui seguirono apparizioni a Broadway nei musical Parade (1998) e By Jeeves (2001). Nel 2002 rimpiazzò Matthew Broderick nel musical The Producers a Broadway, per poi tornare a riprendere il ruolo di Leo Bloom nella tournée statunitense. Nel 2004 tornò a Broadway nel musical Dracula, in cui interpretò Renfield. Nel 2014 è tornato a Broadway nel musical A Gentleman's Guide to Love and Murder, in cui era il sostituto di Jefferson Mays. Dagli anni 2010, Stephenson ha cominciato a svolgere parallelamente all'attività attoriale quella di regista teatrale, debuttando alla regia di un adattamento concertistico di Titanic in scena alla David Geffen Hall. Nel 2015 diresse una produzione regionale di Guys and Dolls in scena a Goodspeed, mentre nel 2016 ha diretto un revival di The Producers in scena alla Paper Mill Playhouse del New Jersey.
È sposato con Emily Loesser dal 1991 e la coppia ha avuto quattro figli.

## Filmografia

### Cinema
- Imprevisti di nozze (It Had to Be You), regia di Steven Feder (2000)
- Un giorno di pioggia a New York (A Rainy Day in New York), regia di Woody Allen (2019)

### Televisione
- L'incredibile Michael - serie TV, 1 episodio (2000)
- Law & Order - I due volti della giustizia - serie TV, 4 episodi (2000-2010)
- Così gira il mondo - serie TV, 1 episodio (2002)
- Law & Order: Criminal Intent - serie TV, 1 episodio (2002)
- Law & Order - Unità vittime speciali - serie TV, 2 episodi (2003-2018)
- Curb Your Enthusiasm - serie TV, 1 episodio (2004)
- 3 libbre - serie TV, 1 episodio (2006)
- Ugly Betty - serie TV, 1 episodio (2009)
- Glee - serie TV, 1 episodio (2011)
- The Good Wife - serie TV, 1 episodio (2011)
- 30 Rock - serie TV, 1 episodio (2011)
- Happy! - serie TV, 1 episodio (2017)
- The Americans - serie TV, 1 episodio (2018)
- Deception - serie TV, 1 episodio (2018)

## Doppiatori italiani
Nelle versioni in italiano delle opere in cui ha recitato, Don Stephenson è stato doppiato da:
- Mario Brusa in Law & Order: Criminal Intent
- Sergio Lucchetti in Law & Order - Unità speciale (ep. 19x17)
- Sacha De Toni in FBI: International